# Vittorio Amedeo di Savoia (1699-1715)
Vittorio Amedeo Giovanni Filippo di Savoia (Torino, 6 maggio 1699 – Torino, 22 marzo 1715) era figlio di Vittorio Amedeo II di Savoia e della prima moglie Anna Maria di Orléans.
Era l'erede apparente del Ducato di Savoia dalla sua nascita e come tale ebbe il titolo di principe di Piemonte. Agì come Reggente di Savoia dal settembre 1713 al settembre 1714 in assenza del padre. Morì di vaiolo all'età di 15 anni.

## Biografia
Nacque a Torino il 6 maggio 1699, primo figlio maschio di Vittorio Amedeo II di Savoia e Anna Maria di Orléans, e fu battezzato con i nomi di Vittorio Amedeo Giovanni Filippo.
Dalla nascita fu designato principe di Piemonte, il titolo tipico dell'erede al duca di Savoia.
Durante l'Assedio di Torino, lui, sua madre, sua nonna e il fratello minore, Carlo Emanuele, dovettero fuggire da Torino per la loro sicurezza e recarsi a Genova. Suo padre prese parte alla battaglia che si svolse a ovest di Torino.
Nel 1713, al termine della Guerra di Successione Spagnola, con il Trattato di Utrecht, la Sicilia fu ceduta al Duca di Savoia, padre di Vittorio Amedeo. In quanto tale, Vittorio Amedeo divenne erede anche del Regno di Sicilia. A settembre i suoi genitori partirono per Palermo per essere incoronati ufficialmente. Vittorio Amedeo II chiese a sua madre, Maria Giovanna Battista di Savoia-Nemours, di mantenere la reggenza in sua assenza, ma lei rifiutò e l'incarico fu affidato al giovane Vittorio Amedeo. La reggenza di Vittorio Amedeo terminò quando suo padre tornò nel settembre del 1714.
Vittorio Amedeo morì a Torino il 22 marzo 1715 dopo aver contratto il vaiolo. Fu sepolto nel Duomo di Torino e successivamente trasferito nella Basilica di Superga. Il suo corpo si trova nella Sala degli Infanti. Gli succedette come principe di Piemonte il fratello minore Carlo Emanuele.

## Ascendenza
|                                           |                       |                                     | Genitori                    |  |  | Nonni |  |  | Bisnonni                    |  |  | Trisnonni                  |  |
|                                           |                       |                                     |                             |  |  |       |  |  | Vittorio Amedeo I di Savoia |  |  | Carlo Emanuele I di Savoia |  |
|                                           |                       |                                     |                             |  |  |       |  |  | Vittorio Amedeo I di Savoia |  |  | Carlo Emanuele I di Savoia |  |
|                                           |                       | Caterina Michela d'Asburgo          |                             |  |  |       |  |  | Vittorio Amedeo I di Savoia |  |  |                            |  |
| Carlo Emanuele II di Savoia               |                       |                                     |                             |  |  |       |  |  | Vittorio Amedeo I di Savoia |  |  |                            |  |
|                                           |                       | Cristina di Borbone-Francia         | Enrico IV di Francia        |  |  |       |  |  |                             |  |  |                            |  |
|                                           |                       | Cristina di Borbone-Francia         | Enrico IV di Francia        |  |  |       |  |  |                             |  |  |                            |  |
|                                           |                       | Cristina di Borbone-Francia         | Maria de' Medici            |  |  |       |  |  |                             |  |  |                            |  |
| Vittorio Amedeo II di Savoia              |                       | Cristina di Borbone-Francia         |                             |  |  |       |  |  |                             |  |  |                            |  |
|                                           |                       | Carlo Amedeo di Savoia-Nemours      | Enrico I di Savoia-Nemours  |  |  |       |  |  |                             |  |  |                            |  |
|                                           |                       | Carlo Amedeo di Savoia-Nemours      | Enrico I di Savoia-Nemours  |  |  |       |  |  |                             |  |  |                            |  |
|                                           |                       | Carlo Amedeo di Savoia-Nemours      | Anna di Lorena              |  |  |       |  |  |                             |  |  |                            |  |
| Maria Giovanna Battista di Savoia-Nemours |                       | Carlo Amedeo di Savoia-Nemours      |                             |  |  |       |  |  |                             |  |  |                            |  |
|                                           |                       | Elisabetta di Borbone-Vendôme       | Cesare di Borbone-Vendôme   |  |  |       |  |  |                             |  |  |                            |  |
|                                           |                       | Elisabetta di Borbone-Vendôme       | Cesare di Borbone-Vendôme   |  |  |       |  |  |                             |  |  |                            |  |
|                                           |                       | Elisabetta di Borbone-Vendôme       | Francesca di Lorena         |  |  |       |  |  |                             |  |  |                            |  |
| Vittorio Amedeo di Savoia                 |                       | Elisabetta di Borbone-Vendôme       |                             |  |  |       |  |  |                             |  |  |                            |  |
|                                           | Luigi XIII di Francia | Enrico IV di Francia                |                             |  |  |       |  |  |                             |  |  |                            |  |
|                                           | Luigi XIII di Francia | Enrico IV di Francia                |                             |  |  |       |  |  |                             |  |  |                            |  |
|                                           | Luigi XIII di Francia | Maria de' Medici                    |                             |  |  |       |  |  |                             |  |  |                            |  |
| Filippo I di Borbone-Orléans              | Luigi XIII di Francia |                                     |                             |  |  |       |  |  |                             |  |  |                            |  |
|                                           |                       | Anna d'Austria                      | Filippo III di Spagna       |  |  |       |  |  |                             |  |  |                            |  |
|                                           |                       | Anna d'Austria                      | Filippo III di Spagna       |  |  |       |  |  |                             |  |  |                            |  |
|                                           |                       | Anna d'Austria                      | Margherita d'Austria-Stiria |  |  |       |  |  |                             |  |  |                            |  |
| Anna Maria d'Orléans                      |                       | Anna d'Austria                      |                             |  |  |       |  |  |                             |  |  |                            |  |
|                                           |                       | Carlo I d'Inghilterra               | Giacomo I d'Inghilterra     |  |  |       |  |  |                             |  |  |                            |  |
|                                           |                       | Carlo I d'Inghilterra               | Giacomo I d'Inghilterra     |  |  |       |  |  |                             |  |  |                            |  |
|                                           |                       | Carlo I d'Inghilterra               | Anna di Danimarca           |  |  |       |  |  |                             |  |  |                            |  |
| Enrichetta Anna Stuart                    |                       | Carlo I d'Inghilterra               |                             |  |  |       |  |  |                             |  |  |                            |  |
|                                           |                       | Enrichetta Maria di Borbone-Francia | Enrico IV di Francia        |  |  |       |  |  |                             |  |  |                            |  |
|                                           |                       | Enrichetta Maria di Borbone-Francia | Enrico IV di Francia        |  |  |       |  |  |                             |  |  |                            |  |
|                                           |                       | Enrichetta Maria di Borbone-Francia | Maria de' Medici            |  |  |       |  |  |                             |  |  |                            |  |
|                                           |                       | Enrichetta Maria di Borbone-Francia |                             |  |  |       |  |  |                             |  |  |                            |  |